# 威廉·硕特
威廉·硕特（德語：Wilhelm Schott，1802年9月3日—1889年1月21日），德国东方学家和汉学家。
硕特曾在柏林大学（柏林洪堡大学的前身）学习东亚语言，1833年开始教授中国语言与哲学，1838年获得美因茨大学副教授职位，并教授土耳其语、波斯语、汉语、满语、蒙古语、藏语、芬兰语、匈牙利语、察合台语以及日语。硕特是柏林考古学、人类学与史前史学协会（德语：Berliner Gesellschaft für Anthropologie, Ethnologie und Urgeschichte）荣誉会员，被称为最谦逊、最勤奋的德国汉学家之一。

## 主要作品
硕特于1826年出版了《中国的智者孔夫子及其弟子们的著作》（德语：Werke des tschinesischen Weisen Kung-Fu-Dsü und seiner Schüler. Halle 1826）一书，共两卷。卷一为《论语》（Erster Theil Lün-Yü）。硕特是第一个直接从汉语将《论语》翻译成德语的人。
1665年，勃兰登堡大选帝侯腓特烈·威廉委托荷兰东印度公司的私人朋友搜求中国图书，并邀请汉学家为其编纂书目。先后为这些汉学馆藏编目的有柏林神父、著名东方学家米勒（Andreas Müller (Orientalist)）和著名学者柯恒儒（朱利斯·克拉普罗特 ）等。时任柏林大学教授的威廉·硕特成为第三位给这些图书编目的学者。硕特所编纂的目录德语原文为：Verzeichniss der Chinesischen und Mandschu – Tungusischen Bücher und Handschriften der Königlichen Bibliothek zu Berlin, eine Fortsetzung des im Jahre 1822 erschienenen Klaproth´schen Verzeichnisses，可以直译为《普鲁士王家图书馆汉语、满语通古斯语图书目录，1822年柯恒儒出版目录之续编》，硕特为之起了一个中文书名：《御书房满汉书广录》。该目录收入了普鲁士王家图书馆1822年至1840年间入藏的中国书籍，于1840年出版，现藏于柏林国立图书馆（德语：Staatsbibliothek zu Berlin，另译为柏林国家图书馆）
硕特把柯恒儒以后新增图书分为‘历史与传记’、‘民族学与地理学’、‘统计与法律’、‘宗教与道德’ （其下又分儒学、道教、佛教、近代哲学、大众道德哲学5个子目）、‘语言文字与古礼’ 、‘文选’、‘类书与杂纂’、‘文学’（包括诗歌、小说与剧本、文集）、‘医书’、‘术数、功夫、经济、技术与占星术’、‘传教士著译书’和‘地图’等12个门类。收入了1831年东方学家诺依曼（Karl Friedrich Neumann）从广州等地求购的满汉文书籍。诺伊曼是著名德国传教士郭士腊的挚友，他购买这批书得到郭士腊的帮助，其中有传教士米怜等鸦片战争前在广州、马六甲等地编辑出版的一些中文作品。 

## 对其作品的评论
从中国传统的四部分类法来看，《御书房满汉书广录》涉及了经、史、子、集各个方面；从思想流派来看，包括了儒、释、道乃至民间信仰；从时间空间跨度来看，既有古代刻本，也有阐述近代思想的书籍，乃至于学习外文的手册，都兼包并蓄。硕特的目录对于汉学研究有着非常重要的价值，不仅因为这些图书部分已经散佚，而且从目录本身来看，体例严谨，考据丰富，尤其是对图书内容的理解，也基本与原书吻合，可见硕特本人的汉学功底相当扎实。